# Abban z New Ross
Abban (Abhan) z New Ross, również Kewin z Ros Glas (zm. 22 grudnia w VI wieku w klasztorze Evin w Hrabstwie Kildare w Irlandii) – zakonnik, opat, misjonarz i święty Kościoła katolickiego.

## Życiorys
Był opatem i misjonarzem założonego przez siebie w VI wieku klasztoru w Rosglas (irl. Mainistir Eimhín, ang. Monasterevin) nad rzeką Barrow (irl. An Bhearú) w Irlandii błędnie interpretowanego, jako New Ross.
Abban nazywany często jest Ewinem, Evinem, Nevillem, albo Nevienem. Jest mylony ze św. Abbanem z Magheranoidh (lub z Murneave/Murnevin ), który zmarł w Hrabstwie Wexford. Kojarzony jest również ze św. Kewinem, którego był siostrzeńcem.
Jest autorem ang. Tripartite Life of Saint Patrick (Trójstronne życie św. Patryka).
Jego wspomnienie liturgiczne obchodzone jest 27 października.